# Bear Mountain Lookout Complex
Le Bear Mountain Lookout Complex est un ensemble architectural américain comprenant une tour de guet du comté de Greenlee, en Arizona. Protégé au sein de la forêt nationale d'Apache-Sitgreaves, cet ensemble est inscrit au Registre national des lieux historiques depuis le 28 janvier 1988. Sa tour en acier a été construite en 1933, probablement par le Civilian Conservation Corps.